# Центр евтаназії Графенек

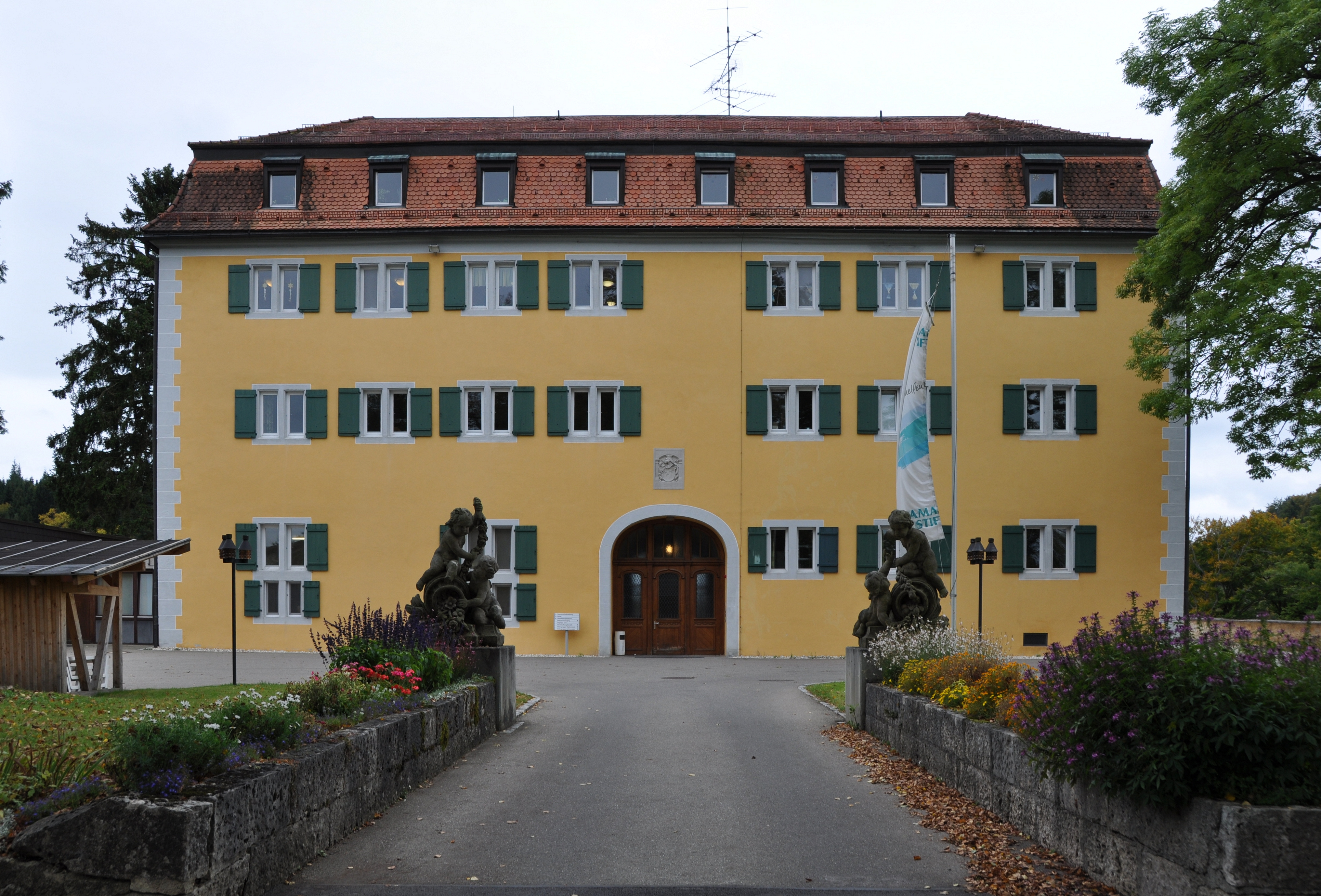
ид спереду на замок Графенек (2010)

У центрі вбивств Графенек біля Ґомадінгена в нинішньому районі Ройтлінген землі Баден-Вюртемберг у 1940 році було систематично вбито 10 654 людини в рамках націонал-соціалістичної програми вбивства  людей з психічними розлдами та людей з інвалідністю, так званої Акції T-4.  Зокрема  з Баварії, Бадена та Вюртемберга, а також з Гессену та території сучасної землі Північний Рейн-Вестфалія.

## Дія Т-4

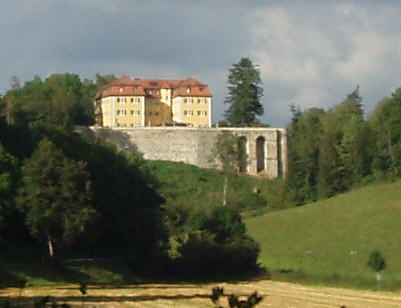
Графенек (2007)

### Розташування
Замок Графенек був побудований приблизно в 1560 році як мисливський будиночок герцогами Вюртемберзькими та розширений у замок у стилі бароко між 1762 і 1772 роками. У 1929 році Самарянський фонд купив замок, створив будинок для людей з інвалідністю, а в 1930 році заснував власний цвинтар.
Замок розташований за 25 кілометрів на південний схід від окружного міста Ройтлінген між Енгстінгеном і Мюнзінгеном .

### Початок
На етапі планування проекту T-4 Міністерство внутрішніх справ Вюртемберга в Штутгарті, яке тісно співпрацювало з берлінським «Центральним офісом T4», запропонувало замок Графенек центром вбивства, оскільки воно відповідало більшості вимог для переобладнання. Є кілька причин, чому Графенек було обрано місцем для першого центру вбивств у Німеччині: територія замку відокремлена в лісі, і її легко захистити, оскільки є лише два під’їзди. Замок також служив адміністративною будівлею для персоналу, оскільки в ньому були приміщення для роботи та проживання.
13 жовтня 1939 року Ріхард Альбер, ландрат адміністративного округу Мюнсінген з 1938 по 1944 роки, наказав, щоб замок Графенек був очищений вже наступного дня. 14 жовтня, чотири автобуси евакуювали близько 100 чоловіків з інвалідністю і кількох жінок з Графенека, а також 12 співробітників, разом із директором будинку, подружжям Франків, та їхньою донькою до монастиря Св. Єлизавети в Рейте. Чотири дні потому міністерство внутрішніх справ Вюртемберга повідомило сестер Рейте, що вони повинні закрити свій реколекційний будинок св. Елізабет і їм довелося негайно виїхати. Усі пацієнти, які перебували в Рейте, пережили операцію T-4.

### Переобладнання будівлі
З жовтня 1939 р. по січень 1940 р. колишній самаритянський монастир у Графенеку був навмисно перетворений на установу для вбивств.
У будівлі замку розташувалися житлові та адміністративні приміщення, РАЦС та поліція. На території замку збудовали дерев’яний барак на близько 100 місць, стоянку для сірих автобусів, піч крематорію та сарай для газоутворення.
Крім того, був набраний персонал зі Штутгарта і Берліна: лікарі, поліцейські, офісні працівники, медсестринський і транспортний персонал, господарський і домашній персонал, а також охоронці та працівники крематорію. Якщо між жовтнем і груднем 1939 року в замку перебувало лише 10-20 осіб, то впродовж 1940 року тут було вже майже 100 чоловіків і жінок.

### Вбивства
Систематичні вбивства почалися 18 січня 1940 року в Графенеку в газовій камері, замаскованій під душову, яка знаходилася в «гаражі». Тюремний лікар запустив вентиль манометра, щоб дозволити чадному газу потрапити в газову камеру. Потрібні сталеві циліндри були поставлені Mannesmann, а газ надходив від компанії IG Farbenindustrie з заводу в Людвігсхафені (BASF).  Перші вбиті пацієнти були з санаторію та будинку престарілих Егльфінг-Хаар. Жертви походили з 48 закладів для людей з інвалідністю та психічними розладами: 40 з майже всіх округів Баден-Вюртемберга, шість з Баварії і по одному з Гессена і Північного Рейну-Вестфалії .
13 грудня 1940 року в крематорії були спалені останні жертви.

### Закриття
Існували різні причини для закриття центру вбивств Графенек у грудні 1940 року. Спроба зберегти в таємниці вбивства не вдалася , але причиною також були дедалі частіші протести з боку церкви та інституцій. За словами Томаса Стекле, директора документаційного центру Графенека, причинами припинення програми вбивств лише на перший погляд були «провал зусиль щодо секретності» та зростання протестів церков. «Схоже, що основною причиною […] було досягнення або перевищення цілей режиму» .  Після закриття персонал був переведений до гессенського центру вбивств у Хадамарі поблизу Лімбурга-на-Лані. Там та в інших центрах убивства людей безперешкодно вбивали до серпня 1941 року. У наступні роки будівлю замку використовували для так званого Kinderlandverschickung (евакуація дітей).
У 1945 році дім використовувався французькою окупаційною владою, а в 1946- 1947 р. повернувся до Самаритянського фонду. Люді з інвалідністю, яких вигнали з Графенека на початку війни і які пережили війну, повернулися до замку.

## Кількість жертв
Є різні відомості про загальну кількість жертв у Графенеку. Згідно з так званою статистикою Хартхайма, за дванадцять місяців з січня по грудень 1940 року в газовій камері центру вбивств Графенек було вбито загалом 9839 осіб: 
| січня | лютий | березень | квітень | травня | червень | липень | серп. | вересень | жовт. | Листопад | груд. | Всього |
| ----- | ----- | -------- | ------- | ------ | ------- | ------ | ----- | -------- | ----- | -------- | ----- | ------ |
| 95    | 234   | 500      | 410     | 1,119  | 1300    | 1,262  | 1,411 | 1,228    | 761   | 971      | 548   | 9,839  |

Влітку 1949 року на процесі Графенека у Вюртемберзі було ідентифіковано 10 654 жертви.

## Винуватці
Деякі співробітники, які тут працювали, обійняли важливі посади в нацистських таборах масової смерті.

### Адміністративний рівень
- Людвіг Шпрауер, найвищий медичний чиновник у Бадені, відповідальний за адміністративне впровадження програми «евтаназії» в Бадені. Після оцінки реєстраційних форм Спрауер від імені Міністерства внутрішніх справ Бадена, очолюваного урядовим директором Отто Шохом, дозволив транспортні списки в'язнів, призначених для переміщення до Графенека.[10]
- Отто Мауте, найвищий медичний чиновник у Вюртемберзі, відповідальний за адміністрування «евтаназії» у Вюртемберзі.
- Ойген Штеле, медичний директор Міністерства внутрішніх справ Вюртемберга, відіграв ключову роль у виборі Графенека як центру вбивств для «Дії Т4». Департамент, який він очолював у Міністерстві внутрішніх справ Вюртемберга, мав роль регіонального центрального офісу Т4.

### Вбивство лікарями
Організатори Т-4 Віктор Брак і Карл Брандт наказали, щоб убивство хворих здійснювалося лише медичним персоналом, оскільки дозвіл Гітлера від 1 вересня 1939 року стосувався лише лікарів. Керування газовим краном у центрах умертвіння було обов’язком лікарів, які займалися газом. Проте під час операції траплялося й таке, що за відсутності лікарів чи з інших причин газовий кран відкривав немедичний персонал. Усі лікарі Графенека в листуванні із зовнішнім світом використовували лише псевдоніми.
У Графенеку лікарі евтаназії працювали:
- Керівник, медичний директор: Горст Шуман («Доктор Кляйн»): січень 1940 р. до кінця травня/початок червня 1940 р.; пізніше центр убивств Пірна-Зонненштайн і лікар табору в Аушвіц-Біркенау.
- Заступник: Ернст Баумхард («Доктор Єгер»): з січня 1940 р. по квітень 1940 р., відтоді головний лікар до грудня 1940 р.; Січень-червень 1941 року на тій самій посаді в центрі вбивств Хадамар.
- Заступник: Гюнтер Хеннеке («Доктор Флек»): 25 квітня 1940 р. – грудень 1940 р.; потім у тій же функції в центрі вбивств Хадамар.

### Адміністрація та інший персонал
- Керівник офісу: Крістіан Вірт, найважливіший немедичний директор центру вбивств, відповідальний за безпеку, спеціальний відділ реєстрації актів цивільного стану в Графенеку, де офіційно підробляли свідоцтва про смерть, персонал і моніторинг самого процесу вбивства.
- Заступник офіс-менеджера: Герхард Курт Сімон («Доктор Отт», «Кейл»); також підписується як «реєстратор» («Zorn»)
- Перший керівник спеціального відділу реєстрації актів цивільного стану в Графенеку: Якоб Вогер, з грудня 1939 по червень 1940 («Гаазе»)
- Заступник голови спеціального РАЦСу: Герман Хольцшух, після виходу Вогера на пенсію його наступник («Лемм»)[11]
- Спалювач: Йозеф Обергаузер, відповідальний за кремацію тіл у спеціально встановлених для цієї мети печах крематорію.
- Керівник транспорту: Герман Швеннінгер очолював транспортну ескадрилью «Гекрат», яка доставляла жертв до центру вбивств Графенек.

## Покарання та пам'ять

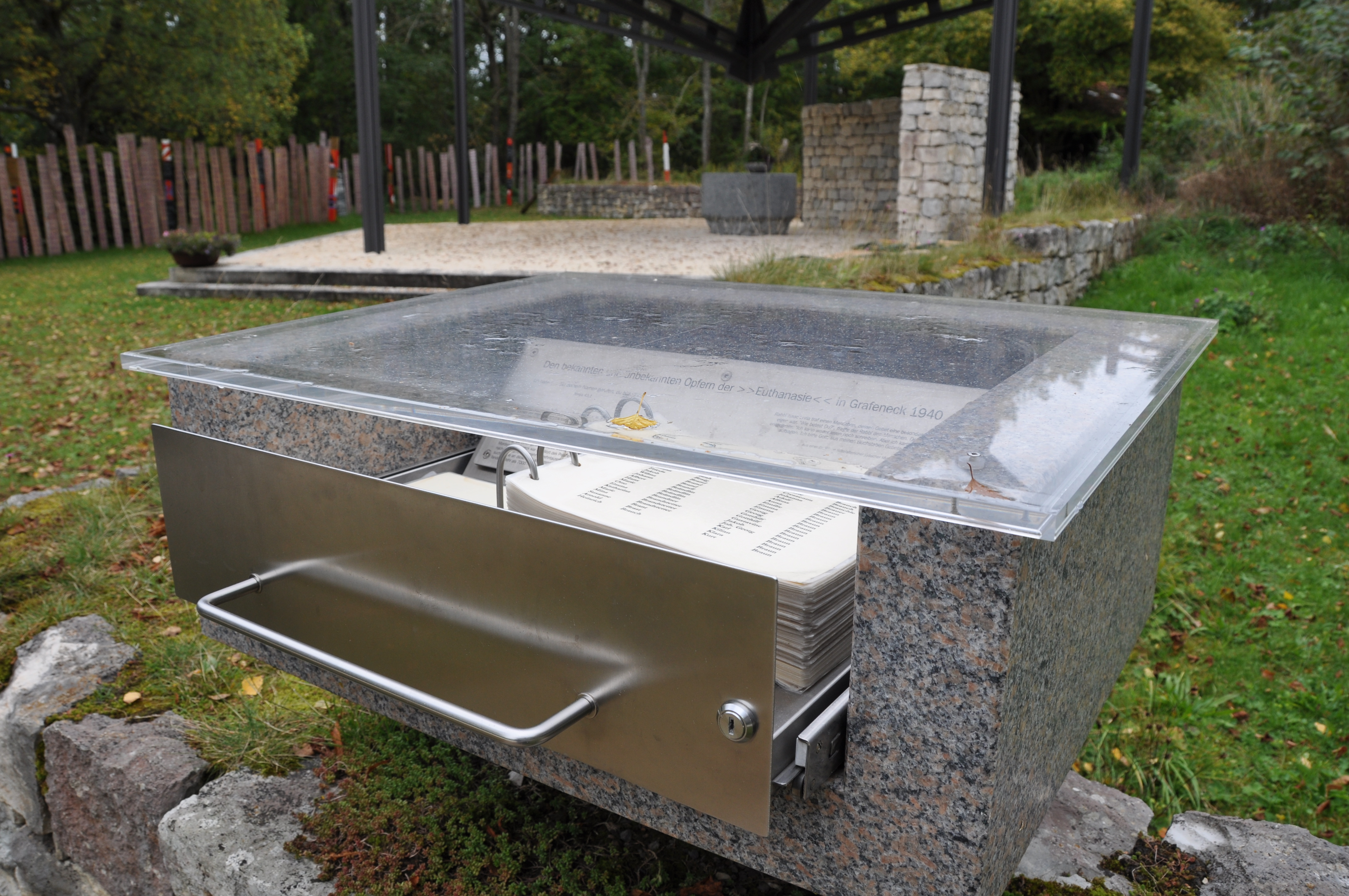
Меморіальна та іменна книга

Людвіг Шпрауер, головний лікар Міністерства внутрішніх справ Карлсруе, і Артур Шрек, директор будинків престарілих у Раштатті, Ілленау та Віслоху, були звинувачені перед судом присяжних у Фрайбурзі в 1947 році та засуджені в 1948 році.
Процес Графенека 1949 року в Тюбінгені призвів до ще восьми звинувачень.
У 1965 році баракоподібну будівлю, в якій здійснювалися газові вбивства, знесли. На місці цієї будівлі збудовано комплекс будівель сільськогосподарського призначення. Після заснування Федеративної Республіки Німеччина інтерес до боротьби зі злочинами націонал-соціалістичної евтаназії спочатку відійшов на другий план. Однак у ці роки на цвинтарі будинку для людей з інвалідністю було створено перший невеликий меморіальний майданчик для жертв цих злочинів евтаназії.
У 1982 році була створена «Робоча група з евтаназії» для розробки меморіалу та створення постійної експозиції.
Відтоді протоколи судових процесів були оцифровані.

## Меморіал

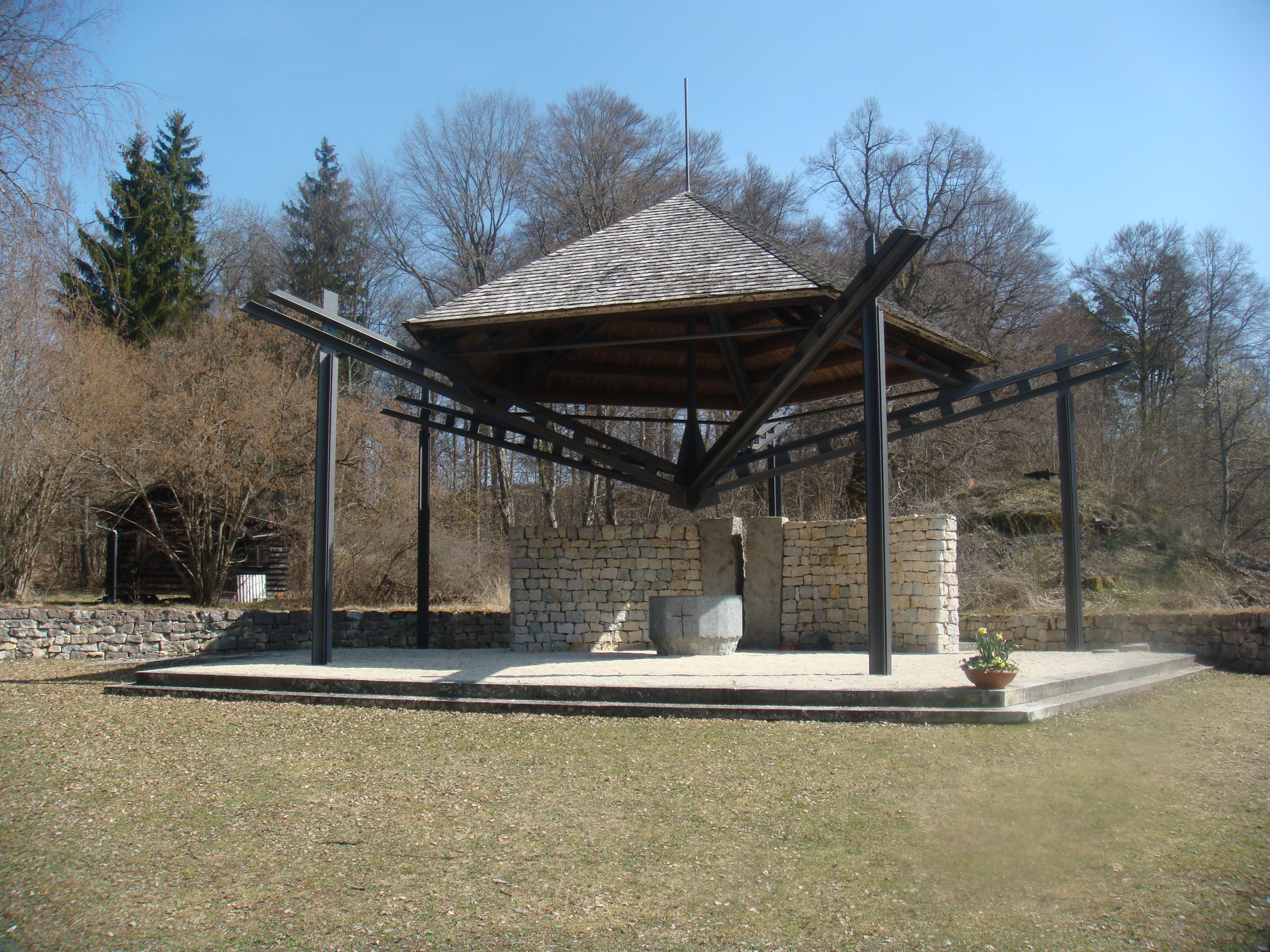
Меморіал Графенек

З 1950-х і 1960-х років дві могили з урнами та меморіальний майданчик на кладовищі з відкритою каплицею вшановують пам’ять про вбивства, скоєні за часів нацизму.
Меморіал художньо оформив скульптор Рудольф Курц зі Штімпфаха. Тріщина в задній стіні меморіалу, який існує з 1990 року, покликана символізувати біль, спричинений нелюдськими подіями.
Біля входу до меморіалу є кам’яний поріг, вмурований у землю, на якому перелічено понад 40 установ і будинків Баден-Вюртемберга та Баварії, з яких людей привозили в Графенек на вбивство.
Вперше «Меморіал та книга імен» були представлені у 1995 році. З жовтня 1998 року ця книга пам'яті, яка містить понад 8 тисяч імен загиблих, знаходиться біля меморіалу і є у вільному доступі для всіх відвідувачів. Дослідження інших невідомих імен ще триває. Для цих невідомих жертв у серпні 1998 року було створено «Алфавітний сад»; ідея походить від англійської письменниці Дайан Семюелс.
З жовтня 2005 року в Графенеку працює документаційний центр: відтоді відвідувачі можуть відвідувати меморіал, який включає постійну виставку, яка відкрита щодня  «Графенек 1940 – Вбивства хворих за націонал-соціалізму, Історія та пам'ять», щорічно її відвідує від 15 000 до 20 000 осіб.

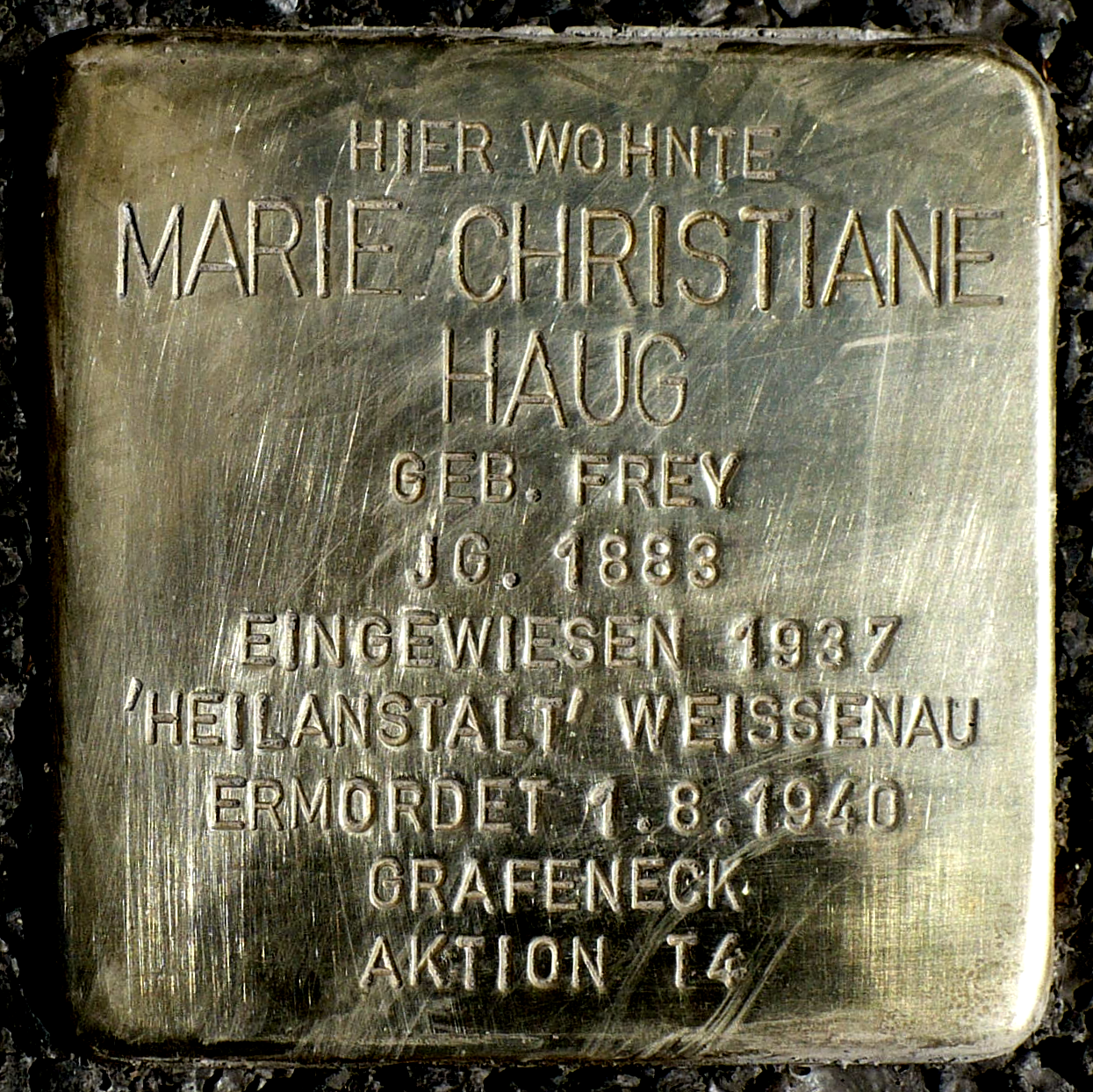
Stolperstein для жертви Grafeneck Marie Christiane Haug у Stuttgart-Untertürkheim, Schlotterbeckstraße 4

## Художня обробка
Швейцарський композитор Томас Фортманн створив «Концерт Grafeneck» для скрипки, ударних і фортепіано плюс записи, 38', прем’єра: Schloss Grafeneck, D (2015)

## Веб-посилання
- Офіційний сайт Меморіалу Графенек
- Thomas Stöckle, Eberhard Zacher, Alfred Hagemann, Stefanie Esders: Графенек у 1940 році. (PDF) Державний центр політичної освіти Баден-Вюртемберг, 2000 рік , доступ 31. Травень 2016 року (з хронологією, фотографіями та іншими посиланнями на літературу).
- «Шляхи до «евтаназії» в нацистській державі та її реалізація в центрі вбивств Графенек», Анна Кеттерер, PH Reutlingen, семінарська робота, WS 2004/2005, PDF- файл, 42 сторінки.
- «Убити за одну хвилину». Джерела про евтаназію у Державному архіві Людвігсбурга, віртуальна виставка
- Файли так званого процесу Графенек про «евтаназію» в Тюбінгенському регіональному суді в 1949 році як цифрові репродукції в онлайн-пропозиції Державного архіву Зігмарінгена
- 2009 – 70 років після нацистських «вбивств через евтаназію» в Графенеку: «Слід пам’яті» Кольорова стежка як штрих між місцем жертв і місцем прикутих до столу злочинців у Міністерстві внутрішніх справ у Штутгарті.
- Проект: Вшанування пам'яті Анни, план, серія фото з сьогоднішнього дня та ін.